# Apache (Musikstück)
Apache (/əˈpætʃi/) ist ein Instrumentalstück der britischen Musikgruppe The Shadows aus dem Jahr 1960. Es belegte fünf Wochen lang Platz 1 der britischen Hitparade.

## Entstehungsgeschichte
Der englische Komponist Jerry Lordan (1934–1995) hatte bereits einige kleinere Hits verfasst und noch einige unveröffentlichte Melodien ohne Text, zu denen auch Apache gehörte. Die Inspiration zum Titel kam Lordan, als er 1959 den gleichnamigen Western mit Burt Lancaster und Charles Bronson sah, der 1954 im Entstehungsland USA in die Kinos gekommen und in Deutschland unter dem Titel Massai erschienen war.
Lordan musste eine typische Instrumentalband finden, doch galten Instrumentalaufnahmen in der Popmusik als Rarität – sie machten lediglich 1 % aller Single-Veröffentlichungen aus. Er fand mit Bert Weedon einen versierten Instrumentalisten, der bereits vier Instrumentalhits vorweisen konnte. Apache wurde im Februar 1960 von Weedon mit der Seriennummer Top Rank JAR #415 aufgenommen.
Dem Komponisten Jerry Lordan gefiel diese Fassung nicht, denn die Dramatik der Komposition in Melodie und Dynamik wurde in dieser ersten Tonstudio-Aufnahme nicht umgesetzt. Die Interpretation von Weedon blieb zunächst unveröffentlicht.

## Cover der Shadows
Enttäuscht über diese erste Produktion kam Lordan in Kontakt mit Cliff Richards Begleitgruppe The Shadows. Während einer Tournee im Mai 1960 griff die Instrumentalband das Stück auf, als Lordan es auf einer Ukulele spielte. Man war sich darin einig, dass das Stück zum Repertoire der Band passte. Am 17. Juni 1960 entstand die Fassung der Shadows in Studio 2 der Londoner Tonstudios Abbey Road Studios mit Produzent Norrie Paramor. Leadgitarrist Hank Marvin verwendete für den charakteristischen Klang ein Echogerät des italienischen Herstellers Meazzi (Echomatic) sowie intensives Vibratospiel mit Hilfe des Tremolohebels seiner Fender Stratocaster. Rhythmusgitarrist Bruce Welch lieh sich eine akustische Gibson-J-200-Westerngitarre von Cliff Richard, was für eine Rock-’n’-Roll-Band ungewöhnlich war. Melodische Basslinien wurden von Jet Harris beigesteuert, während Tony Meehan zusammen mit seinem Schlagzeug und der von Cliff Richard gespielten chinesischen Trommel (Tam Tam) am Anfang, Mittelteil sowie am Ende dem Stück stark perkussive Züge verliehen, um so den charakteristischen Klang amerikanischer Indianermusik zu imitieren.
Die Band verbrachte über zwei Stunden der gebuchten drei Stunden mit dem zunächst als A-Seite vorgesehenen Titel Quartermaster’s Stores. In knapp 45 Minuten war Apache mit nur vier Takes fertiggestellt. Produzent Paramor war von Quartermaster’s Stores eher überzeugt, einer mit höherem Tempo als Apache vorgetragenen Instrumentalfassung einer ursprünglichen Vokalversion. Es handelte sich um ein altes amerikanisches Armeelied mit dem Titel The Quartermaster’s Store, etwa bekannt in der Version von Bill Shephard. „Paramor machte das, was er immer in derartigen Situationen zu tun pflegte, er spielte die Titel zuhause seiner Tochter vor, und die entschied sich für Apache.“

## Erfolg
Die Single Apache/Quartermaster’s Stores wurde am 21. Juli 1960 von den Shadows unter Columbia DB #4484 veröffentlicht, jedoch ist Weedons Fassung wegen des früheren Aufnahmedatums das Original. Das Stück erreichte 1963 den Status als Millionenseller und wurde mit Platin ausgezeichnet. Alleine in Großbritannien wurden eine Million Platten hiervon verkauft. Nachdem die Single am 21. Juli 1960 in die britische Hitparade gelangt war, kam sie am 25. August 1960 auf den ersten Platz, den sie für fünf Wochen innehatte. Hier verdrängte sie Cliff Richards Please Don’t Tease!, bei der die Shadows als Begleitband zu hören sind. Durch die Single konnten sich die Shadows als eigenständige Band etablieren, begleiteten jedoch auch weiterhin Richard im Tonstudio und auf der Bühne. In Deutschland konnte nach Veröffentlichung im Oktober 1960 der Instrumentalhit bis auf Rang 10 der Hitparade vordringen. 1995 erhielt Komponist Jerry Lordan einen BMI-Award für eine Million Verkäufe von Apache in den USA.

## Weitere Coverversionen und Samples
Hastig wurde die im Archiv befindliche Originalversion von Bert Weedon fast zeitgleich mit der Shadows-Fassung im Juli 1960 veröffentlicht und kam am 28. Juli 1960 in die britischen Charts, wo sie Rang 24 als höchste Position einnehmen konnte. In den USA ist die Hit-Version der Shadows nahezu unbekannt, denn für den amerikanischen Markt hat der dänische Jazzgitarrist Jørgen Ingmann im Januar 1961 eine eigene Instrumentalfassung herausgebracht. Sie belegte dort für zwei Wochen Rang 2 der Pop-Hitparade. Ebenfalls 1961 erschien eine gesungene Version von Sonny James, die Platz 87 der Popcharts erreichte.
The Ventures, selbst eine erfolgreiche US-amerikanische Instrumentalband mit einem Millionenseller im Jahr 1960, coverten den Song für eine LP im Dezember 1962. Die Surf-Band The Surfaris brachte 1964 eine Surf-Rock-Version heraus.
Die Version der Incredible Bongo Band aus dem Juli 1973 wurde so oft gesampelt, dass Kool DJ Herc sie als „Nationalhymne des Hip-Hop“ bezeichnete.
1992 erschien eine von Thomas Kukula produzierte Dance-Coverversion auf dem Album First seines Projekts General Base. Das Stück wurde 1993 als Single ausgekoppelt und erschien später mit Remixen von Interactive und André Tanneberger.